# سلاح مضاد للغواصات

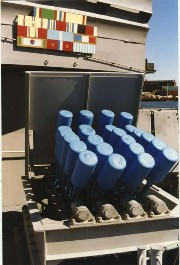
سلاح القنفذ ضد الغواصات

السلاح المضاد للغواصات هو نوع من الأسلحة التي تهدف إلى العمل ضد غواصة وطاقمها، لتدمير السفينة أو كتقليل قدرتها كسلاح للحرب. يكون السلاح المضاد للغواصات عادةً قذيفة أو صاروخ أو قنبلة لتدمير الغواصات.

## الإجراءات المضادة للأسلحة المضادة للغواصات
الإجراء المضاد الرئيسي للغواصة هو التخفي. وهي المحاولة بعدم اكتشافه. قد يكون الأول عبارة عن جهاز تشويش يصدر ضوضاء أو شرك يوفر إشارة تشبه الغواصة. قد تتكون الإجراءات المضادة السلبية من طلاءات لتقليل انعكاسات سونار طوربيد أو هيكل خارجي لتوفير مأزق من انفجاره. يجب أن يتغلب السلاح المضاد للغواصات على هذه الإجراءات المضادة.

## روابط خارجية
- Early British torpedoes
- US Naval Weapons